# AGM-129 ACM
AGM-129 ACM (англ. AGM-129 Advanced Cruise Missile) — высокоточная стратегическая крылатая ракета класса «воздух — поверхность», разработана фирмой General Dynamics в США. Работы по программе ACM (Advanced Cruise Missile) были начаты в 1983 году. Целью программы было создание стратегической высокоточной крылатой ракеты малой заметности, позволяющей уничтожать цели без захода самолёта-носителя в зону ПВО противника.
Снижение заметности AGM-129A в радиолокационном (и ИК) диапазонах обеспечивается конфигурацией ракеты: формой и обводами головной части, геометрией рулевых поверхностей, утопленными воздухозаборниками и плоскими выходными соплами, а также применением в конструкции радиопоглощающих материалов.
В 1993 году ракета поступила на вооружение американских стратегических бомбардировщиков B-52H (12 КР).
С 2007 года ракеты сняты с вооружения и более 200 уже отправлено на хранение (см. также Инцидент с ядерными боезарядами в ВВС США (2007)).
24 апреля 2012 на авиабазе Тинкер завершено уничтожение последней AGM-129A.

## Тактико-технические характеристики
- Длина: 6,35 м
- Диаметр фюзеляжа: 0,705 м
- Размах крыла: 3,10 м
- Стартовая масса: 1 680 кг
- Боевая часть: ядерная W-80-1 (англ. W80 (nuclear warhead))
  - Масса БЧ: 123 кг
  - Мощность БЧ: переменная, 50-150 кт
- Число двигателей: 1
- Двигатель: ТРВД Williams International F112-WR-100
  - Тяга двигателя: 3,25 кН
- Максимальная скорость на высоте: М<1 (800 км/ч)
- Максимальная дальность: 3700 км
- Точность (КВО): 30-90 м[2]
- Эффективная площадь рассеяния: 0,01 м²[1]

## Задействованные структуры
Разработкой и производством ракет занимались следующие частные подрядчики:
- Генеральный подрядчик — General Dynamics, Convair Division, Сан-Диего, Калифорния;
- Ассоциированный подрядчик — McDonnell Douglas, Тайтусвилл, Флорида.

## Закупки
| Закупки ракет для Вооружённых сил США | Закупки ракет для Вооружённых сил США | Закупки ракет для Вооружённых сил США | Закупки ракет для Вооружённых сил США | Закупки ракет для Вооружённых сил США | Закупки ракет для Вооружённых сил США | Закупки ракет для Вооружённых сил США |
| Год                                   | Количество                            | Бюджет (млн долл.)                    | Бюджет (млн долл.)                    | Бюджет (млн долл.)                    | Бюджет (млн долл.)                    | Источн.                               |
| Год                                   | Количество                            | Ракеты                                | НИОКР                                 | Запчасти                              | Итого                                 | Источн.                               |
| ------------------------------------- | ------------------------------------- | ------------------------------------- | ------------------------------------- | ------------------------------------- | ------------------------------------- | ------------------------------------- |
| 1991                                  | 85                                    | $454,2 млн                            | $51,8 млн                             | 0                                     | $506 млн                              | [ 6 ]                                 |
| 1992                                  | 120                                   | $500,1 млн                            | $28,6 млн                             | $15,9 млн                             | $544,6 млн                            | [ 6 ]                                 |
| 1993                                  | 0                                     | 0                                     | $82,3 млн                             | 0                                     | $83,8 млн                             | [ 6 ]                                 |